# Pop Too
Pop Too è il secondo album in studio della cantante greca Marina Satti, pubblicato il 25 aprile 2025 dalla Golden e Minos EMI.
Si tratta del seguito di P.O.P., EP pubblicato nel 2024 e contenente il brano eurovisivo Zari.

## Tracce
1. Anatolī – 2:57 (Marina Satti, Manōlīs Famellos, Nick Kōdōnas, Stathis Drogosis)
2. Lola – 2:36 (Marina Satti, Anastasios Tsordas, Mikros Kleftis, Nick Kōdōnas, Oge, KayΒe)
3. Epanō sto trapezi – 2:24 (Marina Satti, Anastasios Tsordas, Mikros Kleftis, Oge, Nikos Kodonas)
4. Ela ela (con Saske) – 2:56 (Marina Satti, Saske, G-KAL)
5. Autokinhto – 3:15 (Marina Satti, Leon of Athens, Nick Kōdōnas)
6. Blouzaki – 2:36 (Marina Satti, Leon of Athens, G-KAL, Nick Kōdōnas, Oge)
7. Kavourakia (feat. Locomondo) – 3:32 (Marina Satti, Markos Koumaris, G-KAL, Oge, Nick Kodonas)
8. Bye Bye (con Negros Tou Maria) – 2:39 (Marina Satti, G-KAL, Nick Kōdōnas, Oge)
9. Igaga! – 2:09 (Marina Satti, Anastasios Tsordas, Nick Kōdōnas)
10. Pop (All the Voices in My Head) (con Tso) – 5:27 (Marina Satti, Anastasios Tsordas, Giorgos Konitopoulos, KayBe, Nick Kōdōnas, Oge)